# 100 Year Starship
100 Year Starship (100YSS) ist ein Förderprojekt der Defense Advanced Research Projects Agency und der NASA, das sich mit der erforderlichen Forschung, möglichen Technologien und Maßnahmen sowie Science-Fiction-Visionen  für bemannte interstellare Raumflüge in den nächsten hundert Jahren befasst.
Das Projekt wurde im Oktober 2010 von Pete Worden vorgestellt. Von 2011 bis 2015 fand jährlich eine Veranstaltung statt, das 100 Year Starship Symposium. 2012 übernahm Mae Jemison die Projektleitung.